# Vincent Berthet
Vincent Michel Berthet (Nérac, 9 de septiembre de 1960-Burdeos, 11 de marzo de 1996) fue un jinete francés que compitió en la modalidad de concurso completo.
Ganó una medalla de plata en el Campeonato Mundial de Concurso Completo de 1986 y dos medallas en el Campeonato Europeo de Concurso Completo, plata en 1985 y bronce en 1987. Participó en los Juegos Olímpicos de Seúl 1988, ocupando el sexto lugar en la prueba por equipos.

## Palmarés internacional
| Campeonato Mundial | Campeonato Mundial     | Campeonato Mundial | Campeonato Mundial |
| Año                | Lugar                  | Medalla            | Categoría          |
| ------------------ | ---------------------- | ------------------ | ------------------ |
| 1986               | Gawler (Australia)     | Medalla de plata   | Por equipos        |
| Campeonato Europeo |                        |                    |                    |
| Año                | Lugar                  | Medalla            | Categoría          |
| 1985               | Burghley (Reino Unido) | Medalla de plata   | Por equipos        |
| 1987               | Luhmühlen (RFA)        | Medalla de bronce  | Por equipos        |